# Rogati Hrib
Rogati Hrib este o localitate din comuna Kočevje, Slovenia.